# Rovečné
Rovečné (německy Rowetschin) je obec v okrese Žďár nad Sázavou v Kraji Vysočina. Žije zde 611 obyvatel.

## Historie
První písemná zmínka o Rovečném je z roku 1335. Listina Jeruše-Gertrudy, dcery Jimrama z Aušperka, dokládá, že až do své smrti disponovala řadou osad od Sněžného až po Rovečné. Ve 14.-15. století patřila obec střídavě pánům z Pernštejna a Kunštátu. Od konce 16. století definitivně přešla do majetku Kunštátů. V 17. století poznamenala Rovečné těžce 30letá válka. Kraj vydrancovala švédská, ale i císařská vojska. Prostý lid strádal bídou, hladem a nemocemi, ale i náboženským útlakem. Obyvatelstvo se před rokem 1620 většinou hlásilo k utrakvistům. Vrchnost utužila i robotní povinnosti. Proto se v 18. století i na kunštátském panství šíří nespokojenost a rebelie proti vrchnosti. V listině z roku 1775 si stěžuje vrchní Stein, že čeledíni z Rovečína se chovají vzpurně k purkrabímu. V druhé polovině 18. století došlo z nařízení Marie Terezie k očíslování usedlostí. Roku 1866 procházelo Rovečínem pruské vojsko, které táhlo na Vídeň od Hradce Králové. Za 1. světové války přišli do Rovečného vystěhovalci z Tyrol a lid sužovala bída, hlad a především odvody do armády. 25 mužů padlo (roku 1928 byl k uctění jejich památky postaven pomník). 29.10.1918 došel na místní poštu telegram o převzetí vlády Národním výborem. Lidé vznik republiky oslavili průvodem s harmonikou. Strhané rakousko-uherské znaky byly zazděny do mostu u hostince, který se právě opravoval. Ve 30. letech na obyvatele obce těžce dolehla hospodářská krize. Během 2. světové války museli tři muži (ročník 1922) odejít na práci do Říše. Lidé pomáhali partyzánům (skupina Jermak), což Josef a Jiří Jančíkovi zaplatili životem. V červnu 1945 byl založen v obci národní výbor, jehož předsedou se stal František Srstka. 24 rodin odešlo do pohraničí. V letech 1947–56 byla postavena škola, roku 1961 v budově na náměstí zřízen dětský domov a roku 1978 v akci „Z“ postaveno nákupní středisko. Během let 1991–96 proběhlo připojování k rozvodu plynu.

## Znak a vlajka
Znak a vlajka obce vznikly na základě heraldického návrhu Zdeňka Kubíka. Ten navrhl dva stříbrné – v běžné zobrazovací praxi bílé – hroty neboli kužely, coby takzvané heroldské figury, symbolizující oba zdejší kostely (respektive jejich věže, které jsou místními dominantami a památkami). Obecná figura červeného postaveného meče evokuje kříž, ale především atribut sv. Martina (patrona katolického kostela), kterého vidíme na historické obecní pečeti z roku 1727, kde na koni půlí svým mečem vojenský plášť a dělí se s žebrákem. Obecná figura červeného kalicha pak logicky odkazuje na evangelický kostel. Zelená barva boků štítu ukazuje na rozsáhlé okolní lesy a zemědělský ráz obce. Modrá pata štítu připomíná místní Tresenský potok. Černý klín uprostřed je tzv. mluvícím znamením, čili „rovem“ (nerovným místem, výmolem, jámou nebo výkopem) znějícím v názvu obce. Zároveň najdeme černou barvu (společně se stříbrem) v erbech pánů z Pernštejna i pánů z Kunštátu, k jejichž panstvím obec historicky náležela. Proto je použito obecné figury zlaté houžve, odkazující na Pernštejny a černé pole odkazující na pány z Kunštátu. Blason – odborný heraldický popis celého znaku je následující: Zeleno-černo-zeleně dvěma stříbrnými hroty na modré patě polcený štít. V černém poli mezi hroty zlatá houžev. V pravém hrotu postavený meč, v levém hrotu kalich, obojí červené. V heraldice se pravá a levá strana uvádí vždy z pozice štítonoše, nikoli pozorovatele znaku, proto v jeho pohledu obráceně. U takto výrazného znaku je logické, že i návrh vlajky opakuje výše popsané figury a tinktury o stanoveném poměru šířky a délky 2:3 dle státní vlajky České republiky.

## Název
Název obce pochází zřejmě od slova „rovec“, což je zdrobnělina ke slovu „rov“, které označuje místo nerovné s výmoly. To odpovídá poloze obce. Pan Srstka ve své kronice uvádí ještě jiný výklad původu jména – „při přestavbě některých domů byly nalezeny staré lidské kosti, zejména kolem dvacátých let 20. století, někteří usuzovali, že se nalézalo pohřebiště – pole s hroby – rovy – rovečné pole…“

## Obyvatelstvo
| Rok            | 1869 | 1880 | 1890 | 1900 | 1910 | 1921 | 1930 | 1950 | 1961 | 1970 | 1980 | 1991 | 2001 |
| Počet obyvatel | 1003 | 962  | 932  | 1024 | 983  | 964  | 909  | 771  | 809  | 871  | 818  | 730  | 660  |

## Části obce
- Rovečné
- Malé Tresné

V letech 1961–1991 k obci patřilo i Velké Tresné.

## Školství
- Základní škola a Mateřská škola Rovečné
- Dětský domov

## Obecní les
Obec Rovečné hospodaří ze 119 hektary lesů, dle aktuálního lesního hospodářského plánu. Lesní hospodářský plán se sestavuje na období deseti let. Aktuální lesní hospodářský plán pro obec Rovečné skončí koncem roku 2016. Plánovaná maximální výtěžnost v aktuálním hospodářském plánu činí 15 000 m³. K roku 2014 bylo z lesů vytěženo 5 500 m³. Celková zásoba lesního hospodářství v Rovečném činí 42 000 m³.

## Pamětihodnosti
- Kostel svatého Martina

Na místě staršího, již zchátralého kostela dal roku 1721 kunštátský pán Karel hrabě z Lamberka vybudovat barokní jednolodní stavbu s věží v průčelí. Na věži je zavěšen zvon z roku 1547, který pro svůj starobylý původ nebyl odebrán v 1. ani v 2. světové válce. Hlavní oltář s obrazem sv. Martina byl přivezen z Brna od minoritů a je vyzdoben krásnými řezbami. Na stropě jsou kolem ústředního motivu Nejsvětější Trojice zobrazeni čeští a moravští svatí a šiřitelé Evangelia v našich zemích. Kostel obklopený hřbitovem včetně hřbitovní zdi a okolních lip je památkově chráněn.
- Evangelický kostel sboru Českobratrské církve evangelické

První evangelická modlitebna byla postavena už tři roky po vydání Tolerančního patentu v roce 1784. Koncem 19. století už však nestačila počtu věřících, a tak se starší evangelického sboru rozhodli vybudovat nový kostel. Práce podle projektu stavitele Jana Šíra z Nového Města na Moravě byly zahájeny v roce 1897 a po 15 měsících byl kostel hotov. Věž byla osazena třemi zvony a hodinami. Firma Tuček z Kutné Hory dodala varhany, které slouží dodnes. Veškeré truhlářské práce v interiéru provedla místní firma Gregor. Kostel byl slavnostně otevřen 28. srpna 1898. Během 90. let 20. století byl kostel opraven a kazatelna a stůl Páně restaurovány do pravděpodobné původní podoby.
- Pomník padlým v 1. světové válce

Památník padlým v 1. světové válce byl slavnostně odhalen 28. října 1928. Tvoří jej busta prezidenta T. G. Masaryka a betonový podstavec se jmény 25 mužů, kteří za války zahynuli. Busta byla v době okupace ukrývána obyvateli Rovečného a od roku 1985 na čas uložena v Horácké galerii v Novém Městě na Moravě. K znovuodhalení došlo v červenci roku 1990. Památník se nachází na náměstí naproti dětskému domovu.
- Vila čp. 174 (evangelická fara)
- Budova pošty čp. 120 (více než 200 let stará)
- Rovečínská lípa (více než 250 let stará)
- Rozhledna na vrchu Horní les

## Osobnosti
- Antonín Fleischer, (1850–1934), český entomolog
- Jindřiška Wurmová (1863-1953), pacifistka, učitelka cizích jazyků, aktivistka ženského hnutí, překladatelka, spisovatelka a sociální pracovnice
- Jaroslav Bauer (1924–1969), český jazykovědec: bohemista, rusista, syntaktik
- František Dvořák (1925–2002), český malíř, restaurátor, kreslíř a grafik
- Jarmil Pelikán (1928–2017), český vysokoškolský pedagog a polonista

## Vodstvo
Obcí protéká Tresenský potok, který pramení severně od ní. Modrá barva na vlajce a znaku obce Rovečné značí právě Tresenský potok.

## Fotogalerie

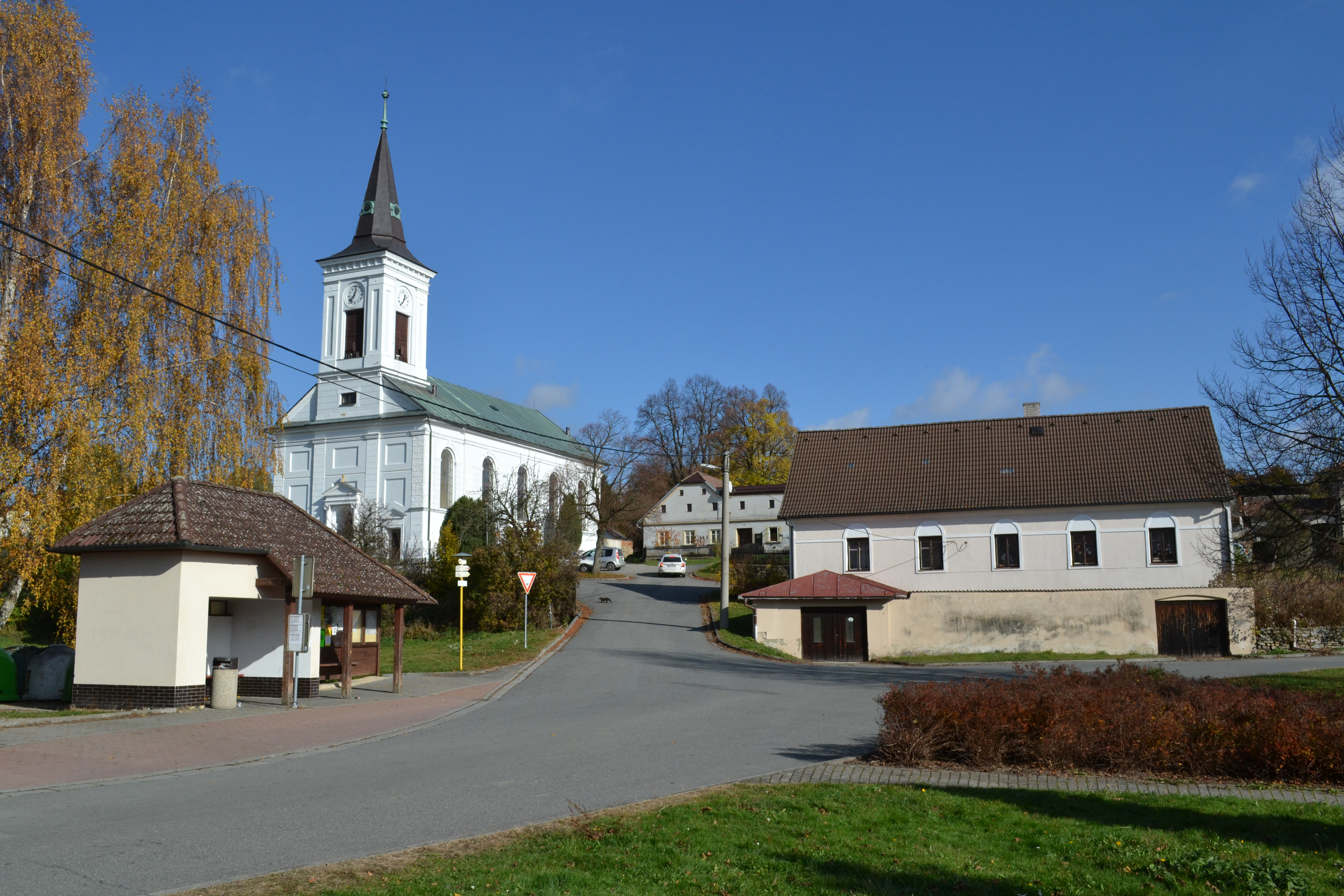
Náves a evangelický kostel
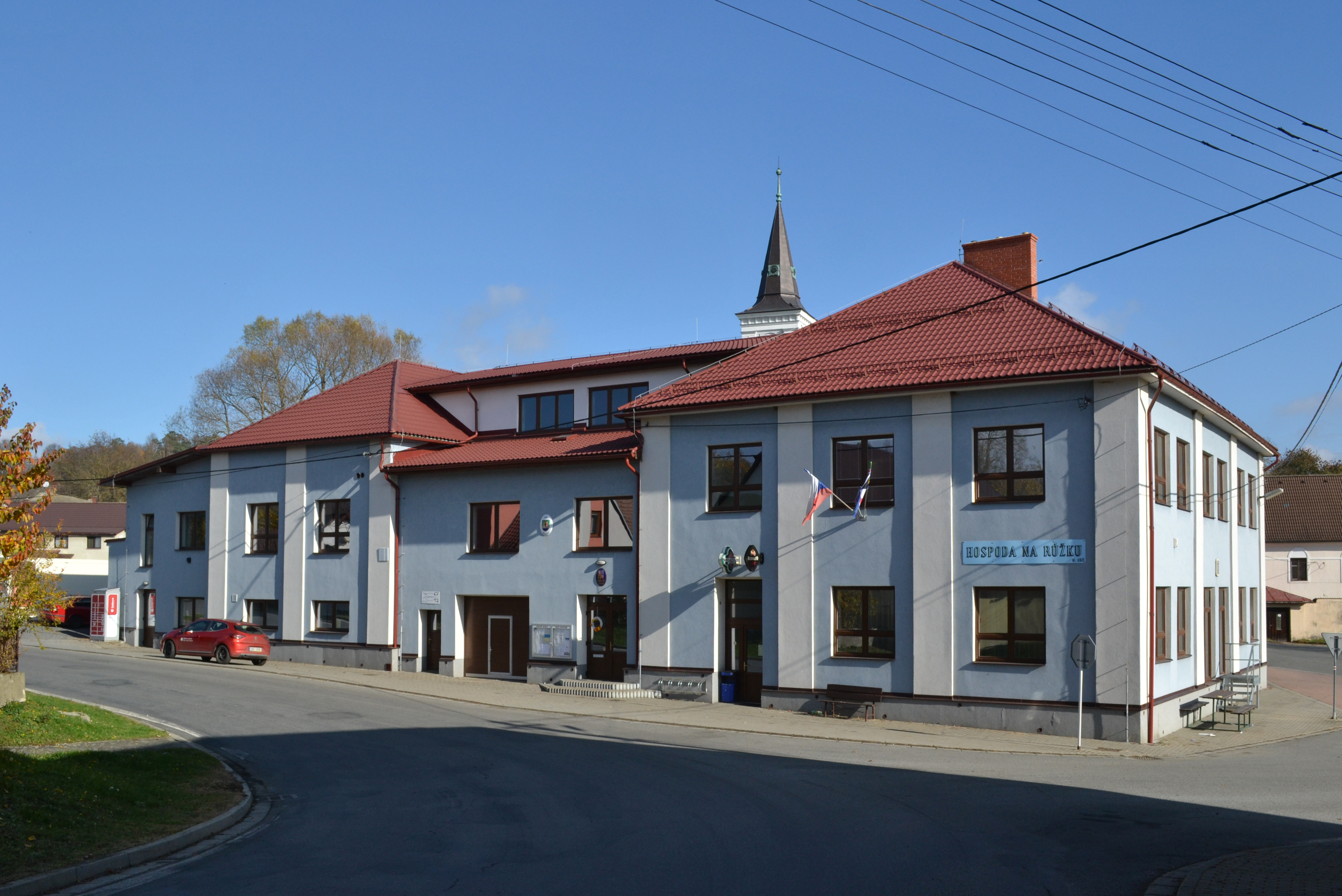
Hospoda a obecní úřad
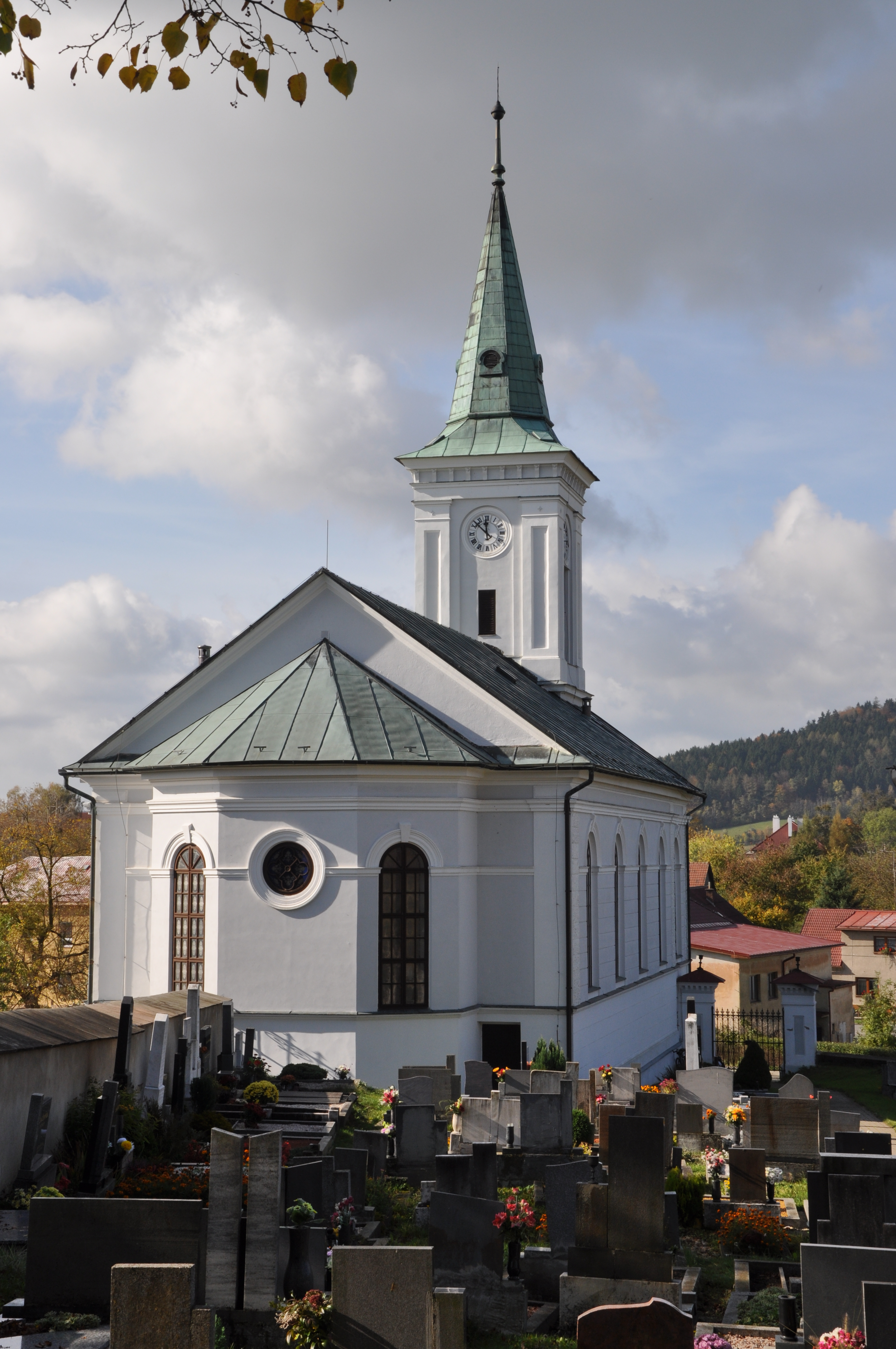
Evangelický kostel
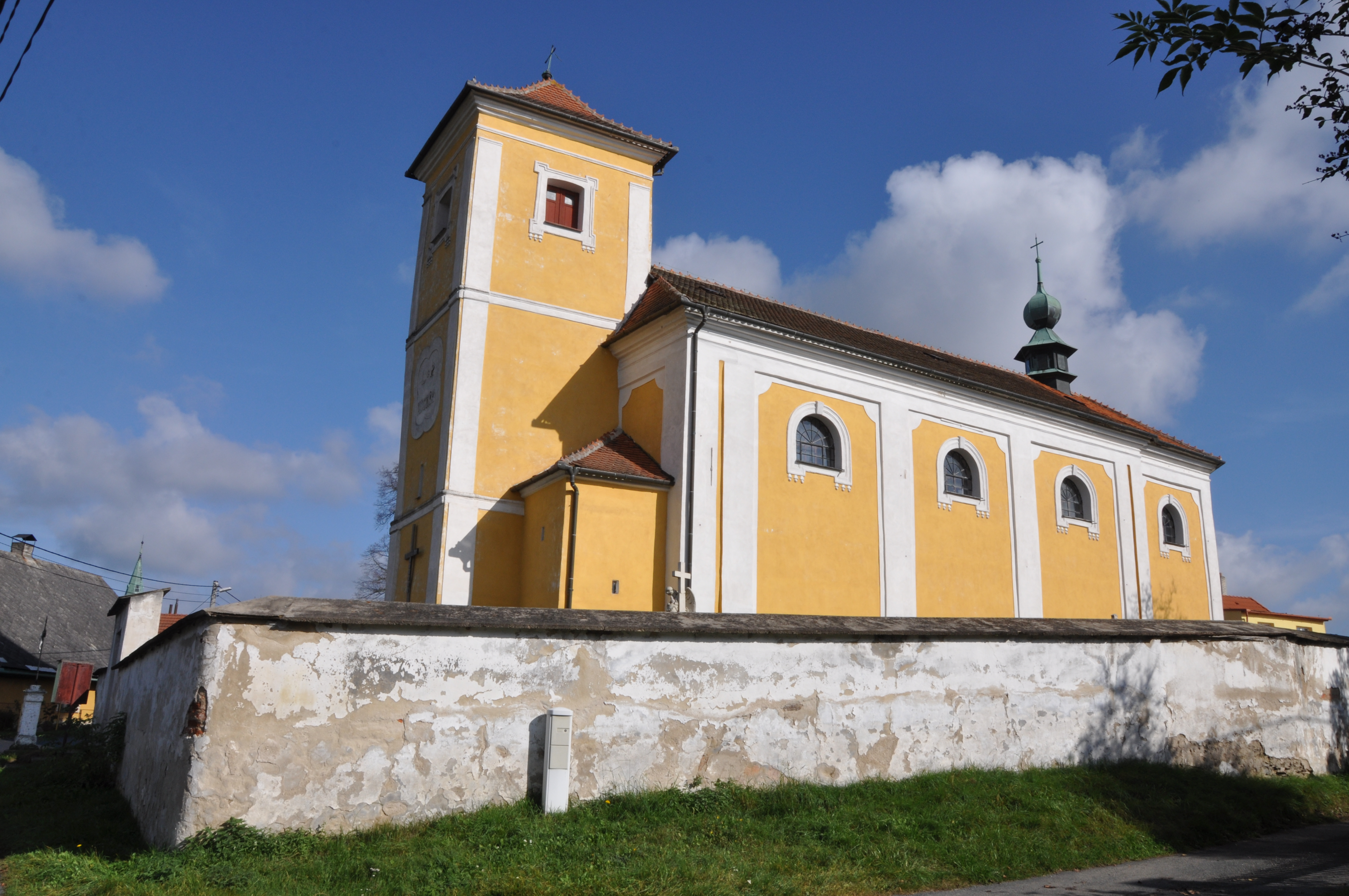
Římskokatolický kostel sv. Martina
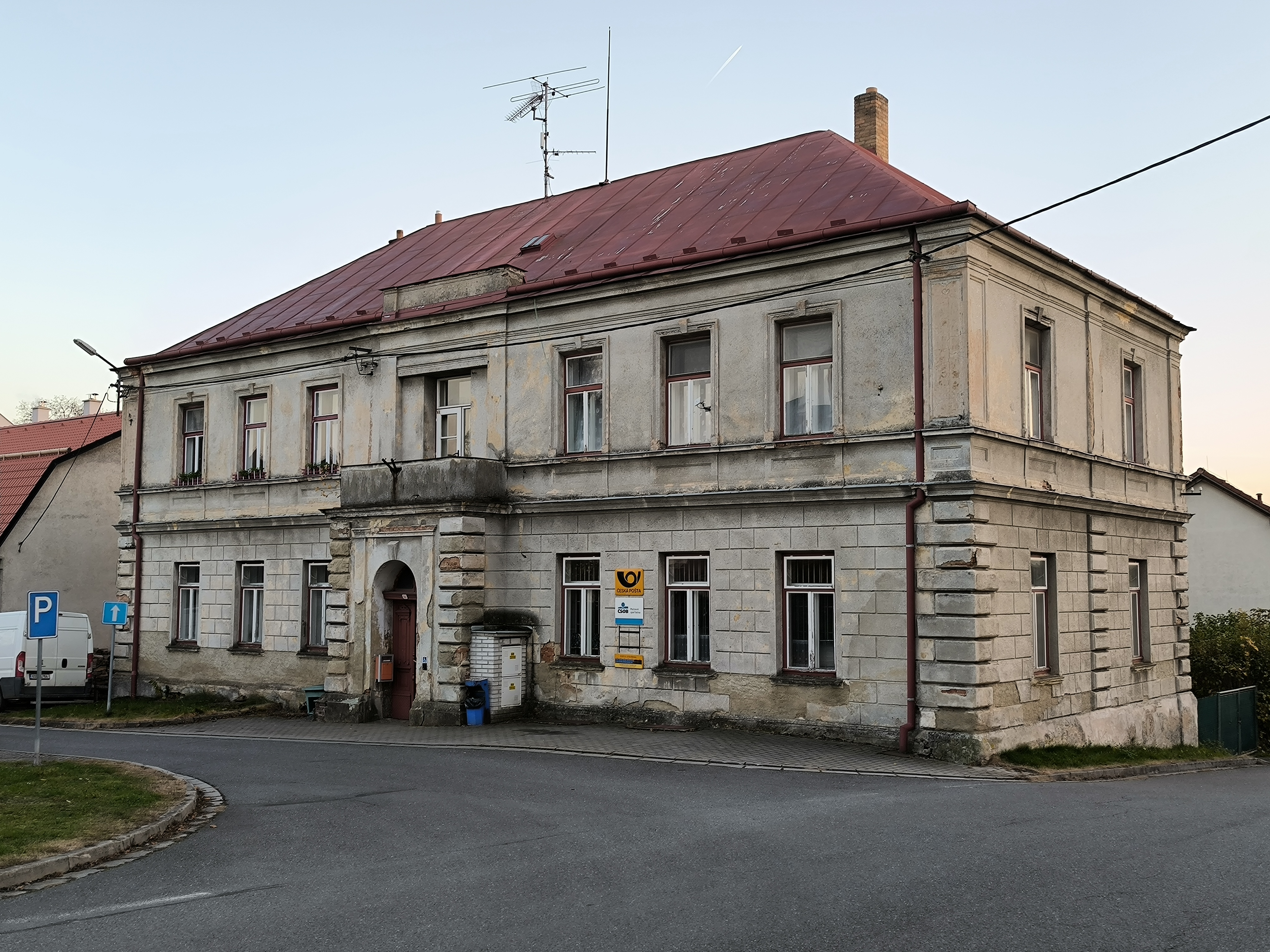
Pošta
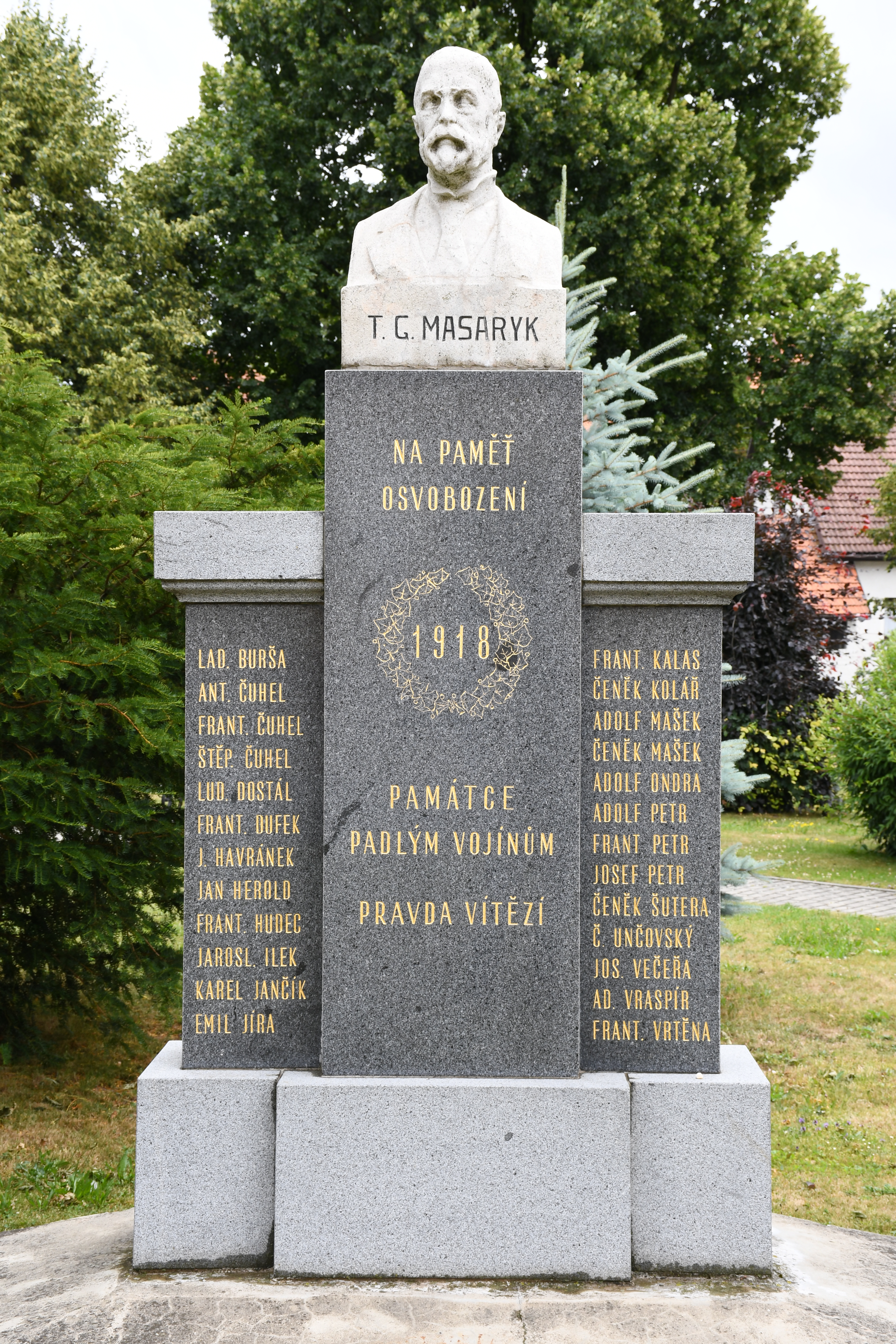
Pomník padlým v I. světové válce
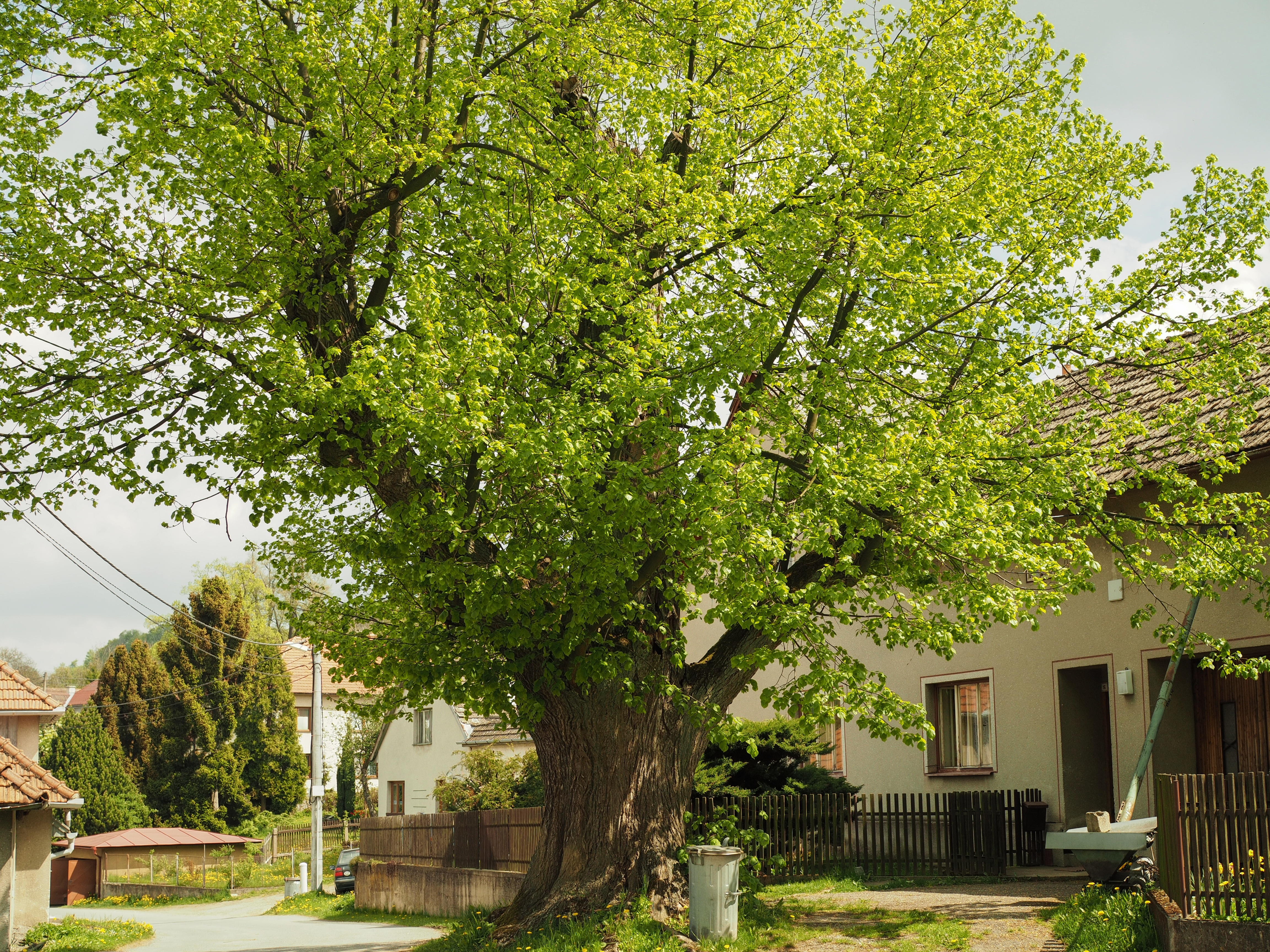
Rovečínská lípa
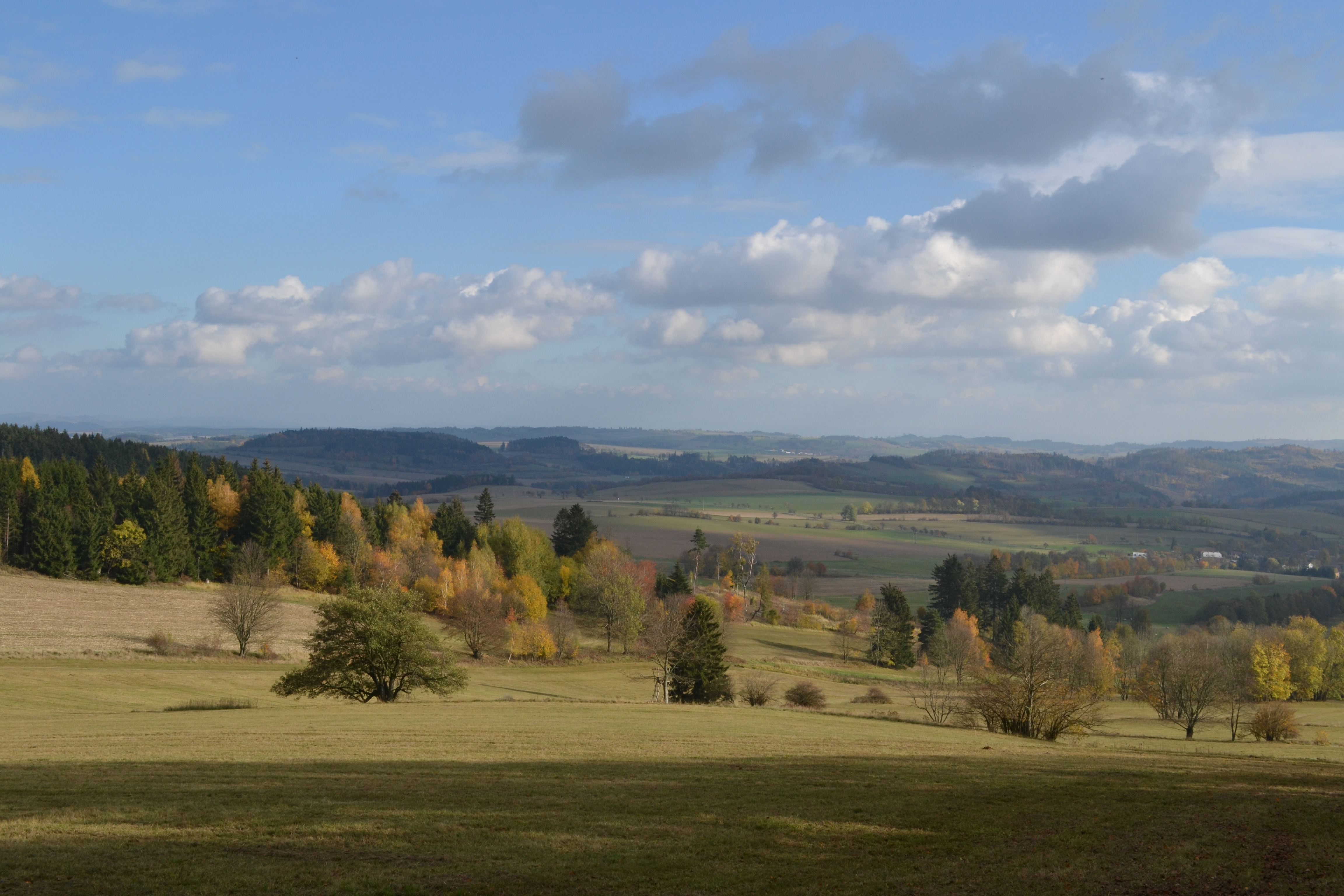
Krajina nad obcí